# Зізда Володимир Іванович
Зізда Володимир Іванович (нар. 23 лютого 1924, село Касперівка, Херсонська область, УРСР — пом. 2004, Миколаїв, Україна) — радянський і український живописець, скульптор, художник театру, один з лідерів Миколаївського товариства художників, а згодом один з засновників Миколаївської обласної організації Національної спілки художників України.

## Життєпис
Народився 23 лютого 1924 року у селі Касперівка (нині – село Кізомис) Херсонської області.
Спеціальної художньої освіти не отримав, протягом 1967–1973 років працював в ізостудії Чорноморського суднобудівного заводу.
Довгий час був одним з лідерів Миколаївського товариства художників 1960-х років, яке згодом трансформувалося в Миколаївську обласну організацію Національної спілки художників України, активну участь у створенні якої разом з Анатолієм Завгороднім приймав і сам Володимир Зізда.
Брав участь, як художник, у створенні меморіального комплексу воїнам-визволителям Миколаєва, відкритого у 1967 році.
Разом з іншими художниками брав участь у створенні художнього комбінату в Миколаєві у 1976 році.

## Творчість
Учасник виставок від 1951 року. У 1962 році відбулася перша персональна виставка у Миколаєві.

### Вибрані роботи

#### Живопис
- «Подвиг» (1947);
- «У весь голос», «Портрет В. Шлепєнкова» (обидва – 1952);
- «Художник М. Дольник» (1956);
- «Розправа» (1957);
- «Панорама м. Миколаїв», «В. Маяковський» (обидва – 1958);
- «Ранок» (1960);
- «В. Ленін у Розливі», «Найстаріші учасники художньої самодіяльності (груповий портрет)» (обидва – 1961);
- «Ланкова О. Мамалига» (1966–1967);
- «Ти, коник вороний...» (1975–1977).

#### Скульптура
- «В. І. Ленін» (тонований гипс, 1958);
- «Бетховен» (тонований гипс, 1960);
- «Співак (пісня)» (тонований гипс, 1963);
- «Юність (мідь, карбування, 1968);
- оформлення вистави «Характери» (за оповіданням В. Шукшина, Миколаївський обласний драматичний театр, 1975).